# Slivice
Slivice so naselje v Občini Cerknica.

## Prebivalstvo
Etnična sestava 1991:
- Slovenci: 152 (95,6 %)
- Jugoslovani: 5 (3,1 %)
- Muslimani: 1
- Neznano: 1